# Douglas Fowley
Pour les articles homonymes, voir Fowley.
Douglas Fowley est un acteur, réalisateur et producteur américain né le 30 mai 1911 dans le Bronx (New York) et mort le 21 mai 1998 à Woodland Hills.

## Filmographie

### Années 1930
- 1933 : The Woman Who Dared (en) de Millard Webb
- 1933 : Les Ravisseurs (en) (The Mad Game) d'Irving Cummings : gangster
- 1934 : I Hate Women d'Aubrey Scotto : Nelson
- 1934 : L'Introuvable (The Thin Man) de W. S. Van Dyke : chauffeur de taxi
- 1934 : Un gars de la marine (en) (Let's Talk It Over) de Kurt Neumann : Jones, marin
- 1934 : Agent numéro treize (Operator 13) de Richard Boleslawski : officer de l'Union
- 1934 : Money Means Nothing (en) de Herbert Wilcox : Red Miller
- 1934 : La Belle du Missouri (The Girl from Missouri) de Jack Conway : nouveau groom avec vase
- 1934 : Gift of Gab (en) de Karl Freund : apparition caméo
- 1934 : Student Tour de Charles Reisner : Mushy
- 1935 : Night Life of the Gods (en) de Lowell Sherman : Cyril Sparks
- 1935 : Transient Lady (en) d'Edward Buzzell : Matt Baxter
- 1935 : De tout cœur (en) (Straight from the Heart) de Scott Beal (en) : Speed Spelvin
- 1935 : Princesse O’Hara (en) (Princess O'Hara) d'David Burton : Emcee
- 1935 : Collège rythme (Old Man Rhythm) d'Edward Ludwig : Oyster
- 1935 : Two for Tonight de Frank Tuttle : Pooch Donahue
- 1936 : Ring Around the Moon (en) de Charles Lamont : Ted Curlew
- 1936 : Empreintes digitales (Big Brown Eyes) de Raoul Walsh : Benny Battle
- 1936 : La Petite Provinciale (Small Town Girl) de William A. Wellman : Chick Page, ami de Bob
- 1936 : Navy Born (en) de Nate Watt : Bassett
- 1936 : Une certaine jeune fille (Private Number) de Roy Del Ruth: Sheik
- 1936 : L'Agent cyclone (en) (Crash Donovan) de William Nigh et Jean Negulesco : Harris
- 1936 : 36 Hours to Kill (en) d'Eugene Forde : Duke Benson
- 1936 : Sing, Baby, Sing de Sidney Lanfield : Mac
- 1936 : Fossettes de William A. Seiter : Stranger
- 1936 : Fifteen Maiden Lane (en) d'Allan Dwan : Nick Shelby
- 1937 : Woman-Wise (en) d'Allan Dwan : Stevens
- 1937 : Time Out for Romance (en) de Malcolm St. Clair : Roy Webster
- 1937 : Sur l'avenue (On the Avenue) de Roy Del Ruth : Eddie Eads
- 1937 : Sa dernière chance (This Is My Affair) de William A. Seiter : Alec
- 1937 : Week-end mouvementé (Fifty Roads to Town) de Norman Taurog : Dutch Nelson
- 1937 : She Had to Eat (en) de Malcolm St. Clair : Duke Stacey
- 1937 : La Petite Roublarde (Wild and Woolly) d'Alfred L. Werker : Blackie Morgan
- 1937 : One Mile from Heaven d'Allan Dwan : Jim Tabor
- 1937 : Wake Up and Live (en) de Sidney Lanfield : Herman
- 1937 : Charlie Chan à Broadway (Charlie Chan on Broadway) d'Eugene Forde : Johnny Burke
- 1937 : Love and Hisses (en) de Sidney Lanfield : Webster
- 1938 : City Girl (en) d'Alfred L. Werker : Ritchie
- 1938 : Walking Down Broadway de Norman Foster (réalisateur) : Ace Wagner
- 1938 : Monsieur Moto sur le ring (Mr. Moto's Gamble) de James Tinling : Nick Crowder
- 1938 : La Folle Parade (Alexander's Ragtime Band) de Henry King : Snapper
- 1938 : Passport Husband de James Tinling : Tiger Martin
- 1938 : Time Out for Murder (en) de H. Bruce Humberstone : J.E. 'Dutch' Moran
- 1938 : Patrouille en mer (Submarine Patrol) de John Ford : marin Pinky Brett
- 1938 : Mon oncle d'Hollywood (Keep Smiling) d'Herbert I. Leeds
- 1939 : The Arizona Wildcat (en) d'Herbert I. Leeds : Rufe Galloway
- 1939 : Inside Story (en) de Ricardo Cortez : Gus Brawley
- 1939 : Les Conquérants (Dodge City) de Michael Curtiz : Munger
- 1939 : Lucky Night de Norman Taurog : George, ami de Bill
- 1939 : Boy Friend de James Tinling : Ed Boyd
- 1939 : It Could Happen to You (en) d'Alfred L. Werker : Freddie Barlow
- 1939 : Charlie Chan et l'Île au trésor (Charlie Chan at Treasure Island) de Norman Foster : Peter Lewis
- 1939 : Henry Goes Arizona d'Edwin L. Marin : Ricky Dole

### Années 1940
- 1940 : Cafe Hostess (en) de Sidney Salkow : Eddie Morgan
- 1940 : Le Poignard mystérieux (Slightly Honorable) de Tay Garnett : Madder
- 1940 : 20 Mule Team de Richard Thorpe : Stag Roper
- 1940 : Wagons Westward (en) de Lew Landers : Bill Marsden
- 1940 : Quai numéro treize (Pier 13) d'Eugene Forde : Johnnie Hale
- 1940 : The Leather Pushers (en) de John Rawlins : Slick Connolly
- 1940 : Cherokee Strip (en) de Lesley Selander : Alf Barrett
- 1940 : Tête chaude (East of the River) d'Alfred E. Green : Cy Turner
- 1940 : Ellery Queen, Master Detective (en) de Kurt Neumann : Rocky Taylor
- 1941 : The Great Swindle (en) de Lewis D. Collins : Rocky Andrews
- 1941 : The Parson of Panamint (en) de William C. McGann : Chappie Ellerton
- 1941 : Tanks a Million de Fred Guiol : Capt. Rossmead
- 1941 : Dangerous Lady (en) de Bernard B. Ray : Brent
- 1941 : Doctors Don't Tell de Jacques Tourneur : Joe Grant
- 1941 : Secrets of the Wasteland (en) de Derwin Abrahams (en) : Slade Salters
- 1941 : Mr. District Attorney in the Carter Case (en) de Bernard Vorhaus : Vincent Mackay
- 1942 : Hay Foot (en) de Fred Guiol : Captain Rossmead
- 1942 : Mr. Wise Guy (en) de William Nigh : Bill Collins
- 1942 : Sunset on the Desert (en) de Joseph Kane : Ramsay McCall
- 1942 : Mississippi Gambler (en) de John Rawlins : Chet Matthews
- 1942 : So's Your Aunt Emma (en) de Jean Yarbrough : Gus Hammond
- 1942 : I Live on Danger (en) de Sam White (en) : Joey Farr
- 1942 : For the Common Defense! d'Allan Kenward : Dutch Mullner
- 1942 : Je te retrouverai (Somewhere I'll Find You) de Wesley Ruggles : capitaine de l'Armée
- 1942 : The Man in the Trunk (en) de Malcolm St. Clair : Ed Mygatt
- 1942 : The Devil with Hitler de Gordon Douglas : Walter Beeter
- 1942 : La Fièvre de l'or noir (Pittsburgh) de Lewis Seiler : Mort Frawley (escorte de Josie)
- 1942 : Le Canyon perdu (Lost Canyon) de Lesley Selander : Jeff Burton
- 1942 : Le Cargo des innocents (Stand by for Action) de Robert Z. Leonard : Ensign Martin
- 1943 : Dr. Gillespie's Criminal Case de Willis Goldbeck : Wallace
- 1943 : Gildersleeve's Bad Day (en) de Gordon Douglas : Louie Barton
- 1943 : Colt Comrades (en) de Lesley Selander : Joe Brass
- 1943 : Les Rois de la blague (Jitterbugs) de Malcolm St. Clair : Malcolm Bennett
- 1943 : Sleepy Lagoon de Joseph Santley : J. 'The Brain' Lucarno
- 1943 : Swing Shift Maisie (en) de Norman Z. McLeod : enquêteur
- 1943 : Le Cavalier du Kansas (The Kansan) de George Archainbaud : Ben Nash
- 1943 : Bar 20 de Lesley Selander : Henchman Slash
- 1943 : The Chance of a Lifetime (en) de William Castle : Nails Blanton
- 1943 : Minesweeper (en) de William Berke : Cutter Lieutenant Wells
- 1943 : Riding High de George Marshall : Brown
- 1944 : The Racket Man (en) de D. Ross Lederman : Toby Sykes
- 1944 : Lady in the Death House (en) de Steve Sekely : Dr Dwight 'Brad' Bradford
- 1944 : See Here, Private Hargrove de Wesley Ruggles : Capitaine R.S. Manville
- 1944 : Rationing (en) de Willis Goldbeck : Dixie Samson
- 1944 : Shake Hands with Murder (en) d'Albert Herman : Steve Morgan
- 1944 : Quatre Flirts et un cœur (And the Angels Sing) de George Marshall : gérant de café à N.Y.
- 1944 : L'Odyssée du docteur Wassell (The Story of Dr Wassell) de Cecil B. DeMille : Bit Part
- 1944 : Detective Kitty O'Day (en) de William Beaudine : Harry Downs
- 1944 : Surprise-partie (Johnny Doesn't Live Here Any More) de Joe May : Rudy
- 1944 : One Body Too Many (en) de Frank McDonald : Henry Rutherford
- 1945 : Behind City Lights de John English : chauffeur de taxi
- 1945 : Along the Navajo Trail (en) de Frank McDonald : J. Richard Bentley
- 1945 : Don't Fence Me In (en) de John English : Jack Gordon
- 1945 : What Next, Corporal Hargrove? de Richard Thorpe : Colonel
- 1945 : Life with Blondie (en) d'Abby Berlin (en) : Blackie Leonard
- 1946 : Drifting Along (en) de Derwin Abrahams (en) : Jack Dailey
- 1946 : Blonde Alibi de Will Jason (en) : Henchman Willie
- 1946 : The Glass Alibi (en) de W. Lee Wilder : Joe Eykner
- 1946 : Rendezvous 24 de James Tinling : Agent en chef Hanover
- 1946 : Larceny in Her Heart de Sam Newfield : Doc Patterson
- 1946 : In Fast Company (en) de Del Lord : Steve Trent
- 1946 : Freddie Steps Out (en) d'Arthur Dreifuss : Coach Carter
- 1946 : Chick Carter, Detective (en) de Derwin Abrahams (en) : Rusty Farrell
- 1946 : High School Hero (en) d'Arthur Dreifuss : Coach Carter
- 1946 : Her Sister's Secret (en) d'Edgar Georg Ulmer : officier de la Marine
- 1946 : 'Neath Canadian Skies (en) de William Reeves Easton : Ned Thompson
- 1946 : North of the Border (en) de William Reeves Easton : Nails' Nelson
- 1947 : Wild Country (en) de Ray Taylor : Clark Varney
- 1947 : Scared to Death de Christy Cabanne: Terry Lee
- 1947 : Le Maître de la prairie (The Sea of Grass) d'Elia Kazan : Joe Horton
- 1947 : Backlash (en) d'Eugene Forde : Red Bailey
- 1947 : Undercover Maisie (en) d'Harry Beaumont : Daniels
- 1947 : Fall Guy de Reginald Le Borg : Shannon
- 1947 : Yankee Fakir (en) de W. Lee Wilder : Murgatroyed Bartholomew 'Yankee' Davis
- 1947 : Three on a Ticket de Sam Newfield : Mace Morgan
- 1947 : Desperate d'Anthony Mann : Pete Lavitch, Private Eye
- 1947 : Fun on a Weekend d'Andrew L. Stone : propriétaire de la maison de jeu
- 1947 : The Trespasser (en) d'Edmund Goulding : Bill Monroe
- 1947 : Jungle Flight (en) de Sam Newfield : Tom Hammond
- 1947 : Gas House Kids in Hollywood (en) de Edward Cahn : Mitch
- 1947 : Marchands d'illusions (The Hucksters) de Jack Conway : Georgie Gaver
- 1947 : Ridin' Down the Trail (en) de Howard Bretherton : Mark Butler
- 1947 : Key Witness (en) de Ross Lederman : Jim Guthrie
- 1947 : L'As du cinéma (Merton of the Movies) de Robert Alton : Phil
- 1947 : Roses Are Red de James Tinling : Ace Oliver
- 1947 : Rose of Santa Rosa (en) de Ray Nazarro : Larry Fish
- 1948 : If You Knew Susie (en) de Gordon Douglas : Marty
- 1948 : So You Want to Be a Gambler de Richard Bare : Honest John the Poker Player
- 1948 : Bandits de grands chemins (Black Bart) de George Sherman : Sheriff Mix
- 1948 : Docks of New Orleans (en) de Derwin Abrahams (en) : Grock
- 1948 : Le Bourgeois téméraire (en) (The Dude Goes West) de Kurt Neumann : Beetle
- 1948 : Waterfront at Midnight (en) de William Berke: Joe Sargus
- 1948 : Ton heure a sonné (Coroner Creek) de Ray Enright : Stew Shallis
- 1948 : L'Antre de la folie (Behind Locked Doors) de Oscar Boetticher : Larson
- 1948 : Joe Palooka in Winner Take All (en) de Reginald Le Borg : reporter
- 1948 : The Denver Kid (en) de Philip Ford : Henchman Slip
- 1949 : Gn Smugglers (en) de Frank McDonald : Steve Reeves
- 1949 : J'ai épousé un hors-la-loi (Bad Men of Tombstone) de Kurt Neumann : joueur
- 1949 : La Sirène des bas-fonds (Flaxy Martin) de Richard L. Bare : Max, détective
- 1949 : Match d'amour (Take Me Out to the Ball Game) de Busby Berkeley : Karl
- 1949 : Manhattan Angel (en) d'Arthur Dreifuss : Mr. Fowley, photographe de presse
- 1949 : Search for Danger (en) de Jack Bernhard: l'inspecteur
- 1949 : Susanna Pass (en) de William Witney : Del Roberts aka Walter P. Johnson
- 1949 : Arkansas Swing (en) de Ray Nazarro : Howard, entraîneur de chevaux
- 1949 : Face au châtiment (The Doolins of Oklahoma) de  Gordon Douglas
- 1949 : Arson, Inc. (en) de William Berke : Fred Fender
- 1949 : La Rivière des massacres (en) (Massacre River) de John Rawlins : Simms (parieur)
- 1949 : Faites vos jeux (Any Number Can Play) de Mervyn LeRoy : Smitty
- 1949 : Clunked in the Clink de Jules White : mari de Vera
- 1949 : Monsieur Joe (Mighty Joe Young) d'Ernest B. Schoedsack : Jones
- 1949 : Joe Palooka in the Counterpunch (en) de Reginald Le Borg : Thurston
- 1949 : Satan's Cradle (en) de Ford Beebe : Steve Gentry
- 1949 : Bastogne (Battleground) de William Wellman : Pvt. 'Kipp' Kippton
- 1949 : Renegades of the Sage (en) de Ray Nazarro : Sloper

### Années 1950
- 1950 : Les Requins du Pacifique (Killer Shark) de Oscar Boetticher : Louie Bracado
- 1950 : Beware of Blondie (en) d'Edward Bernds : Adolph
- 1950 : So You Think You're Not Guilty de Richard L. Bare : condamné
- 1950 : Hoedown (en) de Ray Nazarro : Buttons
- 1950 : Rider from Tucson (en) de Lesley Selander : Bob Rankin
- 1950 : Armored Car Robbery de Richard Fleischer : Benjamin 'Benny' McBride
- 1950 : La Marche à l'enfer (Edge of Doom) de Mark Robson : second détective
- 1950 : Bunco Squad (en) de Herbert I. Leeds : Sergent-détective Mack McManus
- 1950 : Rio Grande Patrol (en) de Lesley Selander : Bragg Orcutt
- 1950 : He's a Cockeyed Wonder (en) de Peter Godfrey : Grabs' Freeley
- 1950 : Mrs. O'Malley and Mr. Malone : Steve Kepplar
- 1950 : Les Écumeurs des Monts Apaches (en) (Stage to Tucson) de Ralph Murphy : Ira Prentiss
- 1951 : Tarzans Peril (en) de Byron Haskin : Trask
- 1951 : J'accuse cet homme (en) (Criminal Lawyer) de Seymour Friedman : Harry Cheney
- 1951 : Chain of Circumstance (en) de Will Jason (en) : Lt. Fenning
- 1951 : Au-delà du Missouri (Across the Wide Missouri) de William Wellman : Tin Cup Owens
- 1951 : South of Caliente (en) de William Witney : Dave Norris
- 1951 : Angels in the Outfield de Clarence Brown : chaufeur de taxi
- 1951 : Une vedette disparaît (Callaway Went Thataway) réalisé par Melvin Frank et Norman Panama : Gaffer
- 1952 : Finders Keepers (en) de Frederick de Cordova : Frankie
- 1952 : Cette sacrée famille (Room for One More) de Norman Taurog : Ice Man
- 1952 : La Reine du hold-up (This Woman Is Dangerous) de Felix Feist : Saunders, propriétaire de la maison de jeu
- 1952 : Une fois n'engage à rien (Just This Once) de Don Weis : Frank Pirosh
- 1952 : Chantons sous la pluie (Singin' in the Rain) de Stanley Donen et Gene Kelly : Roscoe Dexter
- 1952 : Le Traître du Texas (Horizons West), de Budd Boetticher : Tompkins
- 1953 : La Taverne des révoltés (The Man Behind the Gun) de Felix E. Feist : manager du saloon Buckley
- 1953 : Kansas Pacific de Ray Nazarro : Max Janus
- 1953 : A Slight Case of Larceny (en) de Don Weis : Mr. White, station d'essence Circle Star
- 1953 : Cruisin' Down the River (en) de Richard Quine : Humphrey Hepburn
- 1953 : Tous en scène (The Band Wagon) de Vincente Minnelli : commissaire-priseur
- 1953 : Cat-Women of the Moon (en) de Arthur Hilton : Walter 'Walt' Walters
- 1953 : Red River Shore (it) de Harry Keller : Case Lockwood
- 1954 : Quand la Marabunta gronde (The Naked Jungle) de Byron Haskin : guérisseur
- 1954 : Untamed Heiress (en) de Charles Lamont : Pal
- 1954 : La Grande Nuit de Casanova (Casanova's Big Night) de Norman Z. McLeod : le second prisonnier
- 1954 : The Lone Gun (en) de Ray Nazarro : barman Charlie
- 1954 : Écrit dans le ciel (The High and the Mighty) de William Wellman : Alsop
- 1954 : Au fond de mon cœur (Deep in My Heart) de Stanley Donen : Harold Butterfield
- 1954 : Le clown est roi (3 Ring Circus), de Joseph Pevney: gestionnaire de paie du cirque
- 1955 : The Lonesome Trail (en) de Richard Bartlett (en) : Charlie
- 1955 : The Girl Rush (en) de Robert Pirosh : Charlie
- 1955 : Texas Lady de Tim Whelan : Clay Ballard (propriétaire du clairon)
- 1956 : The Broken Star (en) de Lesley Selander : Hiram Charleton
- 1956 : Bandido de Richard Fleischer : McGhee
- 1956 : Le Tueur et la Belle (en) (Man from Del Rio) de Harry Horner : Doc Adams
- 1956 : Rock, Pret Baby (en) de Richard Bartlett (en) : 'Pop' Wright
- 1957 : Kelly et moi (Kelly and Me) de Robert Z. Leonard : Dave Gans
- 1957 : The Badge of Marshal Brennan (en) de Albert C. Gannaway (en) : Marshal Matt Brennan
- 1957 : Bayou (en) de Harold Daniels (en) : Emil Hebert
- 1957 : L'Ultime Chevauchée (Raiders of Old California) d'Albert C. Gannaway (en) : Sheriff
- 1958 : A Gift for Heidi de George Templeton : oncle Alm
- 1958 : Le Kid en kimono (The Geisha Boy) de Frank Tashlin : GI en Corée
- 1959 : Duel dans la boue (These Thousand Hills) de Richard Fleischer : Whitey

### Années 1960
- 1960 : Desire in the Dust de William F. Claxton : Zuba Wilson
- 1960 : Au nom de la loi (série télévisée) saison 2 épisode 23 (Le gang Bender) : Tolliver Bender
- 1961 : Buffalo Gun (en) de Albert C. Gannaway (en) : Sheriff
- 1962 : Barabbas de Richard Fleischer : Vasasio
- 1963 : Le Grand Retour (Miracle of the White Stallions) d'Arthur Hiller: Lieutenant général Walton H. Walker
- 1963 : Mercredi soir, 9 heures... (Who's Been Sleeping in My Bed?) de Daniel Mann : photographe
- 1964 : Le Californien (Guns of Diablo) (TV) : Mr. Knudsen
- 1964 : Le Cirque du docteur Lao (7 Faces of Dr. Lao) de George Pal : cow-boy édenté
- 1965 : Tendre Garce (Nightmare in the Sun) de John Derek et Marc Lawrence
- 1969 : Un homme fait la loi (The Good Guys and the Bad Guys) de Burt Kennedy : Grundy

### Années 1970
- 1972 : Cours, couguar, cours (Run, Cougar, Run) : Joe Bickley
- 1973 : Justice sauvage (Walking Tall) de Phil Karlson : le juge R.W. Clarke
- 1973 : Les Rues de San Francisco (TV) - Saison 1, épisode 24 (The Albatross) : Mr Hobbes
- 1974 : La Tour des monstres (Homebodies) de Larry Yust : Mr. Crawford
- 1976 : C'est arrivé entre midi et trois heures (From Noon Till Three) de Frank D. Gilroy : Buck Bowers
- 1976 : The Oregon Trail (en) (TV) : Eli Thorpe
- 1976 : Arthur Hailey's the Moneychangers (feuilleton TV) : Danny Kerrigan
- 1977 : Black Oak Conspiracy (en) de Bob Kelljan : Bryan
- 1977 : Le Bison blanc (The White Buffalo) de J. Lee Thompson : Amos Bixby (conducteur de train / narrateur)
- 1977 : Sunshine Christmas (TV) : Stanley
- 1979 : The North Avenue Irregulars de Bruce Bilson : Mr. Delaney Rafferty / Blarney Stone, Disguised Irregular
- 1979 : Detective School (en) (série TV) : Robert Redford (1979)

### Années 1990
- 1994 : Wyatt Earp: Return to Tombstone (en) de Paul Landres et Frank McDonald : Doc Holliday / Doc Fabrique (séquences de flashback)

### Comme réalisateur
- 1960 : La Sorcière noire (en) (Macumba Love)

### Comme producteur
- 1960 : La Sorcière noire (en) (Macumba Love)